# Blektjärnen (Ströms socken, Jämtland)
Blektjärnen är en sjö i Strömsunds kommun i Jämtland och ingår i Ångermanälvens huvudavrinningsområde.